# Nikolsdorf
Nikolsdorf est une commune autrichienne du district de Lienz dans le Land de Tyrol.

## Géographie
Le territoire communal s'étend le long de la Drave sur le flanc oriental du bassin de Lienz, entre les Hohe Tauern au nord et les Alpes de Gailtal au sud. Située proche de la frontière avec le Land de Carinthie, c'est la municipalité la plus à l'est du Tyrol oriental et de toute la région de Tyrol.
La gare de Nikolsdorf se trouve raccordée au réseau de la S-Bahn du Tyrol. 

## Histoire

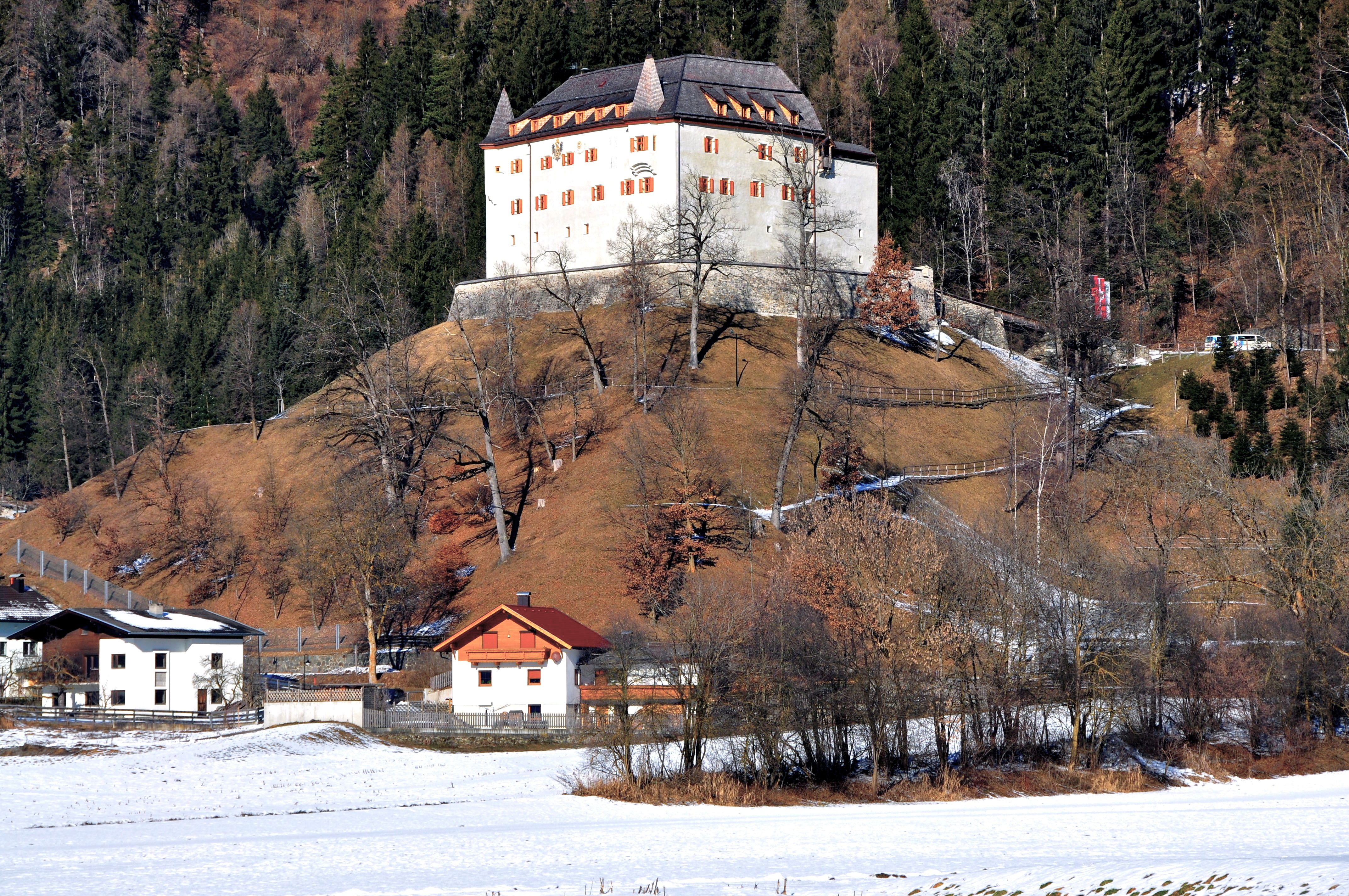
Le château de Lengberg.